# Аполлон-10½: Приключение космического века
«Аполлон-10½: Приключение космического века» (англ. Apollo 10 1⁄2: A Space Age Childhood) — анимационный научно-фантастический фильм 2022 года Ричарда Линклейтера с Майло Коем, Билли Уайзом и Ли Эдди в главных ролях. Получил главным образом положительные отзывы критиков.

## Сюжет
Главный герой фильма рассказывает о своей жизни в Хьюстоне в 1969 году, когда ему было 10 лет. Воспоминания перемежаются с фантастическим рассказом о путешествии на Луну.

## В ролях
- Майло Кой — юный Стэнли
- Билли Уайз — отец
- Ли Эдди — мама
- Глен Пауэлл — Бостик
- Закари Ливай — Кранц

## Создание и оценки
Идея «Аполлона-10½» повилась у Ричарда Линклейтера в 2004 году. В 2018 году стало известно о начале работы над фильмом, причём Линклейтер стал не только режиссёром, но и сценаристом. Съёмки проходили в феврале — марте 2020 года в Остине (Техас). Премьера картины стала главным событием на кинофестивале South by Southwest 13 марта 2022 года. 1 апреля того же года фильм появился на Netflix.
На сайте-агрегаторе отзывов Rotten Tomatoes «Аполлон-10½» получил рейтинг 91 % при средней оценке 8 из 10. Французский журнал Cahiers du cinéma включил его в список 10 лучших фильмов 2022 года. Обозреватель журнала «Сеанс» Павел Пугачёв отмечает, что Аполлон-10½ — «идеальный фильм для юных медиа-архивистов, гиков быта прошлых лет, подписчиков каналов „Сыендука“ и „Гостелерадиофонда“, фанатов старых „Намедней“ и всех тех, кто с упоением расспрашивает старших о любимых телепередачах детства и самой вкусной жвачке 1999-го».